# Liste des maires de Valenton

## Liste des maires
| Période          | Période          | Identité                                  | Étiquette      | Qualité |
| ---------------- | ---------------- | ----------------------------------------- | -------------- | --- |
| 1790             | 1792             | Jacques Damville (1737-1810)              |                | Vigneron |
| 1792             | 1800             | Pierre Jean Ferrière                      |                | |
| 1800             | 1808             | Louis Jean Charles Boullenois (1733–1813) |                | Conseiller du Roi, correcteur à la Chambre des comptes Administrateur de l'Hôtel-Dieu et des incurables Nommé maire                                                                               |
| 1808             | 1821             | Louis Claude Marie Boullenois (1786-1855) |                | Percepteur des contributions directes, propriétaire Capitaine de la Garde nationale en 1830 Fils du précédent                                                                                     |
| 1821             | 1848             | André Brocard (1767-1850)                 |                | Avocat au parlement de Paris, propriétaire Conseiller général de Boissy-Saint-Léger (1833 → 1838) Chevalier de la Légion d'honneur (1835) Nommé maire                                             |
| 1848             | 1853             | Jacques Marchais (1779-1863)              |                | Propriétaire et rentier Nommé maire par arrêté préfectoral |
| 2 août 1853      | 1858             | Jacques Cottini (1791-1862)               |                | Nommé maire par arrêté préfectoral, démissionnaire |
| 30 décembre 1858 | 29 décembre 1866 | Auguste Grim                              |                | Nommé maire par arrêté préfectoral |
| 29 décembre 1866 | 21 janvier 1878  | Achille Varin                             |                | Docteur en droit et avocat à la Cour impériale de Paris Nommé maire par arrêté préfectoral |
| 21 janvier 1878  | 29 décembre 1879 | Augustin Elie (1829-1879)                 |                | Décédé en fonction |
| 15 février 1880  | 29 février 1880  | Charles Persent (1835-1891)               |                | Commerçant mercier, propriétaire Conseiller municipal (1878 → 1891) |
| 29 février 1880  | 23 janvier 1881  | Eugène Rémy Larmé                         |                | Maçon puis entrepreneur de maçonnerie |
| 23 janvier 1881  | 20 mai 1888      | Louis Caron (1823-1901)                   |                | |
| 1888             | 1899             | Désiré Thirion                            |                | |
| 1899             | 1900             | Charles Lanher (1831-1911)                | Républicain    | |
| 1900             | 1902             | Jean Château (1832-1912)                  |                | Inspecteur de l'enseignement primaire |
| 1902             | 1911             | Charles Lanher (1831-1911)                | Républicain    | |
| 1911             | 26 octobre 1918  | Henri Lecat-Cartier                       |                | Relieur d'art, expert-comptable et directeur de revue Administrateur de sociétés, conseiller du commerce extérieur Chevalier de la Légion d'honneur (1900) Démissionnaire                         |
| 26 octobre 1918  | 8 décembre 1919  | Georges Foucher (1856-1933)               |                | Agriculteur |
| 14 décembre 1919 | juillet 1920     | Martial Gigot (1892-1947)                 | SFIO           | Cultivateur Démissionnaire |
| août 1920        | mars 1924        | Jules Lemaître (1873-1954)                | SFIO puis SFIC | Meunier puis cheminot à la Compagnie des chemins de fer PLM |
| mars 1924        | 1941             | Vincent Bureau (1870-1942)                | PCF puis PUP   | Plombier puis commerçant quincaillier Démis de ses fonctions par le gouvernement de Vichy |
| 1941             | 26 août 1944     | Jean Galisson (1896-1984)                 |                | Nommé par le gouvernement de Vichy |
| 26 août 1944     | octobre 1947     | Théodule Jourdain (1889-1981)             | PCF            | Commerçant mercier Président du comité local de libération |
| octobre 1947     | 21 juin 1960     | Fernande Flagon                           | PCF            | Conductrice de ponts roulants puis cuisinière à la SNCF Une des premières femmes maires de France Démissionnaire                                                                                  |
| 21 juin 1960     | 1990             | Julien Duranton (1927-2000)               | PCF            | Ouvrier électricien, premier adjoint de la précédente (1953 → 1960) Conseiller général de Villeneuve-Saint-Georges (1967 → 1985) Député suppléant de Maxime Kalinsky (1973 → 1981) Démissionnaire |
| 1990             | 31 mars 1993     | Roland Roche (1954-1993)                  | PCF            | Cadre Décédé en fonction |
| 11 juin 1993     | octobre 2008     | Daniel Toussaint (1948- )                 | PCF            | Agent de maîtrise SNCF retraité Conseiller général de Valenton (1998 → 2008) Démissionnaire |
| 24 octobre 2008  | 28 juin 2020     | Françoise Baud (1957- )                   | PCF            | Retraitée, première adjointe du précédent |
| 4 juillet 2020   | En cours         | Metin Yavuz (1975- )                      | LR             | Commerçant Conseiller départemental de Villeneuve-Saint-Georges (2015 → ) |

## Pour approfondir